# Condé Nast Building
Le Condé Nast Building est un gratte-ciel situé dans le quartier de Times Square, dans l'arrondissement de Manhattan à New York dont la construction a été terminée en 1999. La majeure partie des bureaux est occupée par Condé Nast, une maison d'édition de magazines, et par Skadden Arps, le plus gros cabinet d'avocats américains. Parmi les autres locataires importants on peut citer ESPN Zone et Duane Reade. Il compte 48 étages pour 247 mètres (809 pieds) de hauteur. Sa hauteur est de 338 mètres avec l'antenne, ce qui en fait en 2014 la douzième structure la plus haute à New York, derrière notamment le One World Trade Center, l'Empire State Building ou la Bank of America Tower, et la 41e plus haute des États-Unis.
Le NASDAQ MarketSite est placé au coin du bâtiment. C'est une tour cylindrique de sept étages portant un affichage électronique de haute technologie, indiquant les cours du marché, des nouvelles financières et de la publicité. Le rez-de-chaussée du MarketSite contient un studio de télévision avec un mur de moniteurs et un arc de fenêtres trouvant sur Times Square.

## Tour Verte
Le Condé Nast Building a été construit par Fox & Fowle et enregistré comme la première « tour verte » de New York. Il a précédé la mise en place du système de mesure LEED (Leadership in energy and environmental design : l’avancement en matière de design en énergie et environnement).

## Dans la culture populaire
Une réplique presque exacte du Condé Nast  est représentée dans l'univers Battlestar Galactica comme une construction importante dans Caprica City (on peut le voir pendant la scène de la ville dans Daybreak : part 2, et brièvement dans le pilote pour Caprica). L'immeuble est aussi visible dans Grand Theft Auto IV, à Liberty City et dans le documentaire récent sur Anna Wintour, The September Issue.
Le bâtiment sert de modèle pour le fictif Elias-Clark dans le roman Le Diable s'habille en Prada de Lauren Weisberger, où se trouve le siège social du magazine fictif de mode Runway. Weisberger s'est basé sur sa propre expérience d'aide à la rédactrice en chef de Vogue, Anna Wintour, dont les bureaux sont situés dans le Condé Nast Building.